# フェルナンド・ヴァレンティ
フェルナンド・ヴァレンティ（Fernando Valenti, 1926年12月4日 - 1990年9月6日）は、アメリカのチェンバロ奏者。

## 経歴
1926年、ニューヨーク生まれ。ホセ・イトゥルビにピアノ、ラルフ・カークパトリックにチェンバロをそれぞれ師事。1950年にニューヨークでリサイタルを開いてデビューを飾った。
1951年からジュリアード音楽院で教鞭を執り、クリーヴランド音楽院等でもチェンバロの講座を持った。ドメニコ・スカルラッティの作品解釈で一家言を成し、ウェストミンスター・レーベルに、スカルラッティのソナタ全集を作る計画を立てたこともあったが、ウェストミンスター・レーベルの経営難により頓挫している。
1990年、ニュージャージー州レッド・バンクにて死去。

## 註
1. ↑  nytimes.com
2. ↑  bach-cantatas.com

| スタブアイコン | サブスタブ | この項目は、まだ閲覧者の調べものの参照としては役立たない、人物に関連した書きかけの項目です。この項目を加筆・訂正などしてくださる協力者を求めています（P:人物伝/PJ:人物伝）。 |